# 山口水産
山口水産（やまぐちすいさん）は、ウナギなどの活魚の取引と加工食品（鰻料理・焼き鳥串・冷凍食品など）の製造・販売を主体とする会社。ウシガエルの販売では業界トップシェアを誇る。

## 歴史
1950年（昭和25年）4月に有限会社山口水産として福岡県大川市で創業。

## 主なグループ会社
- 山口看板
- 山口ホースプロダクション

## 主な食品
- うなぎセイロ蒸し
- 焼き鳥串
- 豚足串
- 骨なし豚足
- ウシカエル
- ライギョ
- えつ
- 鯉
- すっぽん
- 蓮の葉
- 銀杏